# Condado de Elk (Pensilvânia)
O Condado de Elk é um dos 67 condados do Estado americano da Pensilvânia. A sede do condado é Ridgway, e sua maior cidade é Ridgway. O condado possui uma área de 2 155 km²(dos quais 84 km² estão cobertos por água), uma população de 35 112 habitantes, e uma densidade populacional de 16 hab/km² (segundo o censo nacional de 2000). O condado foi fundado em 18 de abril de 1843.